# Języki arajskie
Języki arajskie, także języki znad Left May – mała rodzina języków papuaskich z prowincji Sepik Wschodni w Papui-Nowej Gwinei, której użytkownicy (ok. 2 tys.) zamieszkują miejscowość Arai, a dokładniej tereny położone nad lewym brzegiem rzeki May, nad jej odnogą, czyli potokiem adekwatnie zwanym Left May. Języki te są zagrożone wymarciem.

## Klasyfikacja
Według autorów bazy Glottolog języki mogą nie być spokrewnione z żadną inną rodziną języków papuaskich. Ross (2005) łączy je z językami kwomtari w rodzinę języków left may-kwomtari.
Za Ethnologue i Majewiczem:
| Grupy i języki                                | Liczba mówiących |
| --------------------------------------------- | ---------------- |
| ama (apaka, sawiyanu) z dialektami abi i aboa | 480              |
| sorimi (bo, po)                               | 85               |
| iteri (laro)                                  | 480              |
| nakwi z dialektem mumupra                     | 280              |
| nimo z dialektem wasuai (wasawai)             | 350              |
| owiniga (samo)                                | 330              |